# Mogyoród
Mogyoród est un village et une commune du comitat de Pest en Hongrie. Le circuit automobile Hungaroring est situé dans la ville. Elle fait partie de l'agglomération de Budapest.

## Sports
La commune accueille sur son territoire depuis 1986 le Grand Prix de Hongrie de Formule 1, le (Hungaroring).